# Pomiary na stanowisku
Pomiary na stanowisku, dokumentacja pomiarowa – stanowią podstawę dokumentacji archeologicznej. Dokumentacja pomiarowa prowadzona jest w trzech wymiarach. Wartości pomiarów podaje się w metrach z dokładnością do dwóch miejsc po przecinku.
Na stanowisku wykonywane są:
- pomiary odległości
- pomiary wysokościowe
- pomiary kątowe

Pomiary wykonywane są w celu:
- lokalizacji stanowiska archeologicznego
- umożliwiają wykonywanie planu stanowiska
- umożliwiają lokalizację wykopów
- pomagają poprawnie określić przebieg warstw
- pomagają ustalić położenie znalezisk

Do przeprowadzenia pomiarów wykorzystuje się urządzenia stosowane w geodezji takie jak:
- taśma miernicza
- tyczka
- pion
- szpile
- niwelator
- teodolit
- węgielnica pryzmatyczna
- łata niwelacyjna